# 961-й реактивний артилерійський полк (Україна)
961-й реактивний артилерійський полк (961 РеАП, в/ч А1020) — військове формування артилерійських військ Сухопутних військ Збройних сил України, яке існувало до 2005 року.

## Історія
У 1992 році військовослужбовці полку склали військову присягу на вірність українському народові. Номер в/ч 02104 був змінений на в/ч А1020. До 1996 року полк входив до складу 1-го армійського корпусу, а після переформатування корпусу в оперативне командування, до складу 8-го армійського корпусу.[джерело?] Розміщувався на території гарнізону в місті Фастові, в одному військовому містечку разом з двома іншими артилерійськими полками та бригадою військ протиповітряної оборони. Місцевий гарнізон налічував понад три з половиною тисячі особового складу. У разі початку бойових дій запаси амуніції, зброї та продовольства дозволяли поставити в стрій до 15 тисяч резервістів.
Основним завданням полку було прикриття та оборона столиці — Києва. Крім «Ураганів», що знаходились на озброєнні, в полк надходили нові «Гради» з яких було додатково сформовано реактивну батарею. Командиром цієї батареї тривалий час був Юшко Віктор Васильович.
В 2001 році на параді до Дня Незалежності України очолювала колону реактивної артилерії батарея РСЗВ «Град» дивізіону полку під керівництвом командира батареї капітана Віктора Юшка.
Після розформування військової частини в 2005 році цілісний майновий комплекс військового містечка був переданий у комунальну власність м. Фастів.

## Командування
- полковник В. Васильченко[5]
- полковник Горбильов В'ячеслав Юрійович[джерело?]